# Stora Lund
Stora Lund är ett naturreservat som ligger vid Vätterns strand i västra Östergötland. Området ingår i EU:s ekologiska nätverk över skyddade områden, Natura 2000. Reservatets yta är 35 hektar. Reservatet nås via en skyltad avfart från riksväg 50, några kilometer norr om Ödeshög.
Längs den 1,5 kilometer långa vandringsleden kan man vid Stora Lund uppleva delar av Vätternstranden.
Berget i reservatet är i sig kalkfattigt, men inlandsisen har fört med sig kalkrik jord som ger förutsättningar för ett rikt växtliv. Bland många andra arter kan man vid Stora Lund se till exempel ljung, axveronika, backtimjan, kattfot, blodnäva och brudbröd. En annan karaktärsart för Stora Lund är sandgräsfjärilen.
Berghällarna i reservatet är slipade av inlandsisen från den senaste istiden. På flera ställen finns tydliga räfflor efter stenar som varit infrusna i isen.
Stora Lunds naturreservat förvaltas av Länsstyrelsen Östergötland. Reservatet gränsar till Stora Lunds golfbana.
Vid Stora Lund fanns Hästholmens flygfält mellan 1921 och 1951.
I reservatet finns det goda möjligheter att bada från klipporna. Handredskapsfisket är fritt i Vättern, och under vintern är det många som passar på att fiska lax från de lättillgängliga stränderna. Många fågelskådare åker till reservatet för att titta på fåglar, främst under flyttningen vår och höst.

## Sportdykning
Stora Lund är en populär dykplats för sportdykare. Tack vare Vätterns klara vatten bjuder dykplatsen ofta på god sikt, och sikt på över tio meter är ej ovanligt. I och med Vätterns maxdjup på 120 meter är vattnet ofta kallt och bottentemperaturer runt 8-9 grader är ej ovanligt även under sommaren.
Istigning sker vanligtvis längs med bryggan eller stranden på uddens östra strand. Nära stranden består botten framförallt av sand vilket lämpar sig väl för utbildning av oerfarna dykare, och fr.o.m. ca 8 meters djup övergår bottnen gradvis till sten och berghällar som leder ned till ett djup av över 30 meter. Kräftor och tånglake påträffas ofta gömda bland stenarna.
Dykplatsen ligger i anslutning till Hästholmens skjutplats som var i bruk 1939–1997. Även om skjutplatsen ej längre är verksam kan ammunitionsrester påträffas och dykare uppmanas till försiktighet.